# Zakłodzie (Błotno)
Zakłodzie – przysiółek wsi Błotno w Polsce, położony w województwie zachodniopomorskim, w powiecie goleniowskim, w gminie Nowogard.
W latach 1975–1998 przysiółek administracyjnie należał do województwa szczecińskiego.